# Palazuelo de Sayago
Palazuelo de Sayago es una localidad española perteneciente al municipio de Fariza, en la provincia de Zamora, y la comunidad autónoma de Castilla y León.
La biodiversidad de su término ha sido protegida por la Unesco con la figura de reserva de la biosfera transfronteriza bajo la denominación de Meseta Ibérica, por la Unión Europea con la Red Natura 2000 y por la comunidad autónoma de Castilla y León con la figura de parque natural,  en estas dos últimas bajo la denominación de Arribes del Duero. La triple protección de este espacio natural busca preservar sus valores naturales, de gran valor paisajístico y faunístico, en el que destaca la presencia de aves como el buitre leonado, la cigüeña negra, el halcón peregrino, el alimoche, la chova piquirroja, el búho real, el águila real y el águila perdicera. Además, la notable conservación de este territorio le ha convertido en las últimas décadas en un punto de referencia del turismo de naturaleza.

## Geografía física

### Ubicación
Palazuelo se encuentra situado en el suroeste zamorano, a una distancia de 57 km de Zamora, la capital provincial; 17 km de Bermillo de Sayago, la cabecera comarcal; 16 km de Fermoselle, la capital de los arribes zamoranos; y 18 km de Miranda do Douro, ya en la vecina Portugal.
Su término pertenece al municipal de Fariza (junto con las localidades Badilla, Cozcurrita, Fariza, Mámoles, Tudera y Zafara) y a la histórica comarca de Sayago. Además hace frontera con Portugal, en la zona en la que el Duero adquiere carácter internacional, al ser compartido con sus vecinos lusos. Administrativamente se integra dentro de la Mancomunidad Sayagua, el partido judicial de Zamora y la zona básica de salud de Sayago.
| Noroeste: Mámoles                 | Norte: Fariza | Noreste: Tudera          |
| Oeste: Picote (Portugal)          |               | Este: Zafara             |
| Suroeste: Fornillos de Fermoselle | Sur: Formariz | Sureste: Villar del Buey |

### Hidrografía
Al oeste de Palazuelo se encuentra el denominado Duero internacional, al ser un tramo de río de titularidad compartida por España y Portugal, motivo por el que sobre él se ha situado una parte de la frontera entre ambos países. Además, el término cuenta con una serie de arroyos estacionales y de pequeña entidad como el arroyo de la Rivera.

## Naturaleza

### Zonas protegidas
Su término municipal pertenece al parque natural de Arribes del Duero, un espacio natural protegido de gran atractivo turístico, que desde el 9 de junio de 2015 ha sido declarado reserva de la biosfera transfronteriza por la Unesco bajo la denominación de Meseta Ibérica, junto a otras zonas protegidas españolas y portuguesas.

## Historia
En la Edad Media, Palazuelo quedó integrado en el Reino de León, época en que habría sido repoblado por sus monarcas en el contexto de las repoblaciones llevadas a cabo en Sayago. Por otro lado, durante años algunos autores consideraron como primera referencia a esta población aquella del siglo XIII que recogía un Palazuelo con un texto foral propio, en el que se le mencionaba como situada "en terra de Miranda". No obstante, esta afirmación en la actualidad sólo añade una nota de confusión, ya que hace referencia a la localidad de Palaçoulo, pedanía de Miranda do Douro. En todo caso, se muestra en numerosos aspectos del propio fuero de Palaçoulo una fonética singular que si bien redactado en leonés recoge algunos vocablos cercanos al portugués, dado el carácter fronterizo del mirandés respecto a dicha lengua, como  "Preyto, chanten, longueras, cavaleyro, escudeyro, noso, fame, vedro, ...". Por otro lado, no deja de resultar curioso que los anteriores detalles no excluyen a esta localidad de las instituciones leonesas y en especial de las zamoranas, dado que en su contenido se remite en materia penal y procesal al fuero de Zamora: "Omezio, endiza, voz e calona o roso e todas las otras cosas que pertenecen a senor iulguese a foro de Çamora".
Con posterioridad, Palazuelo aparece citada en diversos documentos de los siglos XV y XVI, como es el caso de los censos de 1531 y 1591, donde aparece como Palaçuelo. 
Posteriormente, en la Edad Moderna, Palazuelo estuvo integrado en el partido de Sayago de la provincia de Zamora, tal y como reflejaba en 1773 Tomás López en Mapa de la Provincia de Zamora.
Perteneció a la cuadrilla de Bermillo, que era una de las cuatro en que se dividía el antiguo partido de Sayago dentro de la jurisdicción de la ciudad de Zamora.
Así, al reestructurarse las provincias y crearse las actuales en 1833, la localidad se mantuvo en la provincia zamorana, dentro de la Región Leonesa, integrándose en 1834 en el partido judicial de Bermillo de Sayago, dependencia que se prolongó hasta 1983, cuando fue suprimido el mismo e integrado en el partido judicial de Zamora.
En 1884 Gómez Carabias menciona a Palazuelo indicando sobre la localidad que “…hay una sola parroquia coadjutorial de Fariza… que se encuentra enclavada en el Arciprestazgo de Villardiegua de le Ribera, teniendo por titular a San Benito…”.

## Geografía humana

### Demografía
| Gráfica de evolución demográfica de Palazuelo de Sayago entre 1842 y 1970 |
| |
| Población de derecho según los censos de población del INE Población de hecho según los censos de población del INEEntre el censo de 1981 y el anterior, este municipio desaparece porque se integra en el municipio 49064 (Fariza) |

## Patrimonio
La iglesia parroquial de San Benito, de posible origen románico y reformada en el siglo XVI, es un edificio construido con sillería de granito a excepción de los muros laterales de la cabecera, que son de mampuesto. Sigue el modelo común de planta de nave única de cabecera cuadrangular -un poco más estrecha que la nave-, sacristía anexa en el muro norte. Está dividida en tres naves separados por grandes arcos que están ligeramente apuntados que se corresponden, en el exterior, con amplios contrafuertes y la tradicional espadaña a los pies. La portada es renacentista, porticada aprovechando el espacio entre dos contrafuertes, con arco de medio punto que se inicia sobre basa y fuste que recorre el arco y una pequeña hornacina avenerada sobre ella.
Contiene unas pinturas murales que podrían corresponder a dos manos diferentes y se localizan en el primer tramo de la nave, concretamente en el muro del Evangelio y paramento izquierdo del arco de Gloria y en el paramento derecho del mismo arco. Las primeras escenifican diferentes momentos de la vida y pasión de Cristo según los textos evangélicos: anunciación, oración en el huerto, flagelación y la resurrección, entre otros. Las pinturas del arco de Gloria, en su costado izquierdo, son una continuación de las escenas anteriores, dedicadas a motivos pasionales como la representación del Calvario y sobre este la figura de Dios Padre. En su costado derecho, la escena está enmarcada con una gruesa cenefa de soga y dividida mediante doble arcada y
columnilla central, en la que se identifican las mártires Santa Bárbara y Santa Brígida.
Palazuelo conserva dos ermitas, la de Santa Catalina, que puede ser del siglo XVII, y la del Humilladero, que en la visita pastoral de 1745 se describía “… sobre el altar una imagen de Cristo pintada en la pared y las otras paredes tiene asimismo pintados varios pasos de la Pasión de pintura ordinaria, pero están bien reparadas…”